# Miladina
Miladina är ett släkte av svampar. Miladina ingår i familjen Pyronemataceae, ordningen skålsvampar, klassen Pezizomycetes, divisionen sporsäcksvampar och riket svampar.